# NGC 5875A
NGC 5875A (другие обозначения — UGC 9741, MCG 9-25-26, ZWG 274.23, PGC 54061) — галактика в созвездии Волопас.
Этот объект не входит в число перечисленных в оригинальной редакции «Нового общего каталога» и был добавлен позднее.